# Filmstaden Heron City

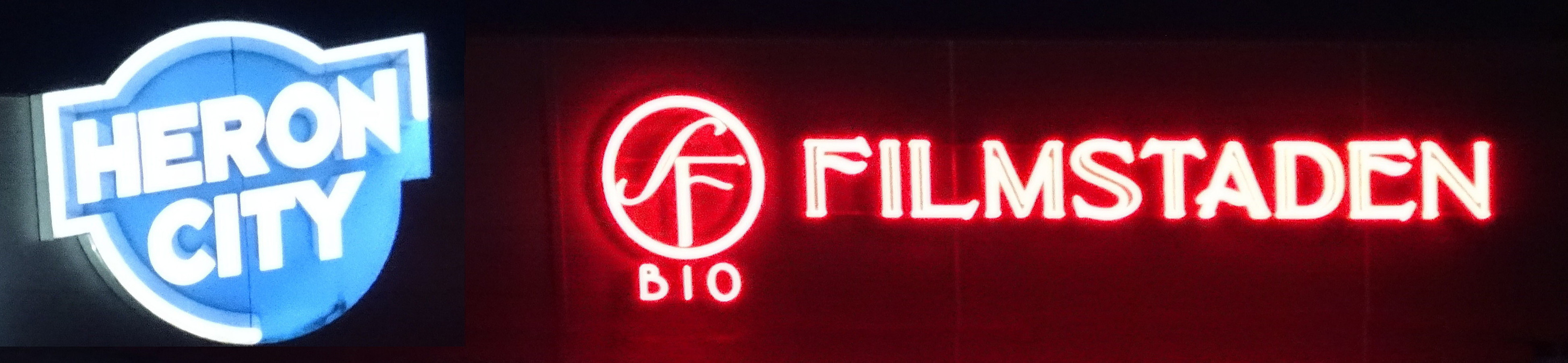
Filmstaden Heron City, neonskylt (2019).

Filmstaden Heron City  ligger inom handelsområdet Kungens kurva sydväst om Stockholm, i Huddinge kommun. Filmstaden Heron City är Sveriges största biograf med arton salonger som innehåller totalt 4 166 platser, varav två salonger har 500 platser vardera. Den ägs och drivs av Filmstaden som ägs av amerikanska AMC Theatres. 

## Historik

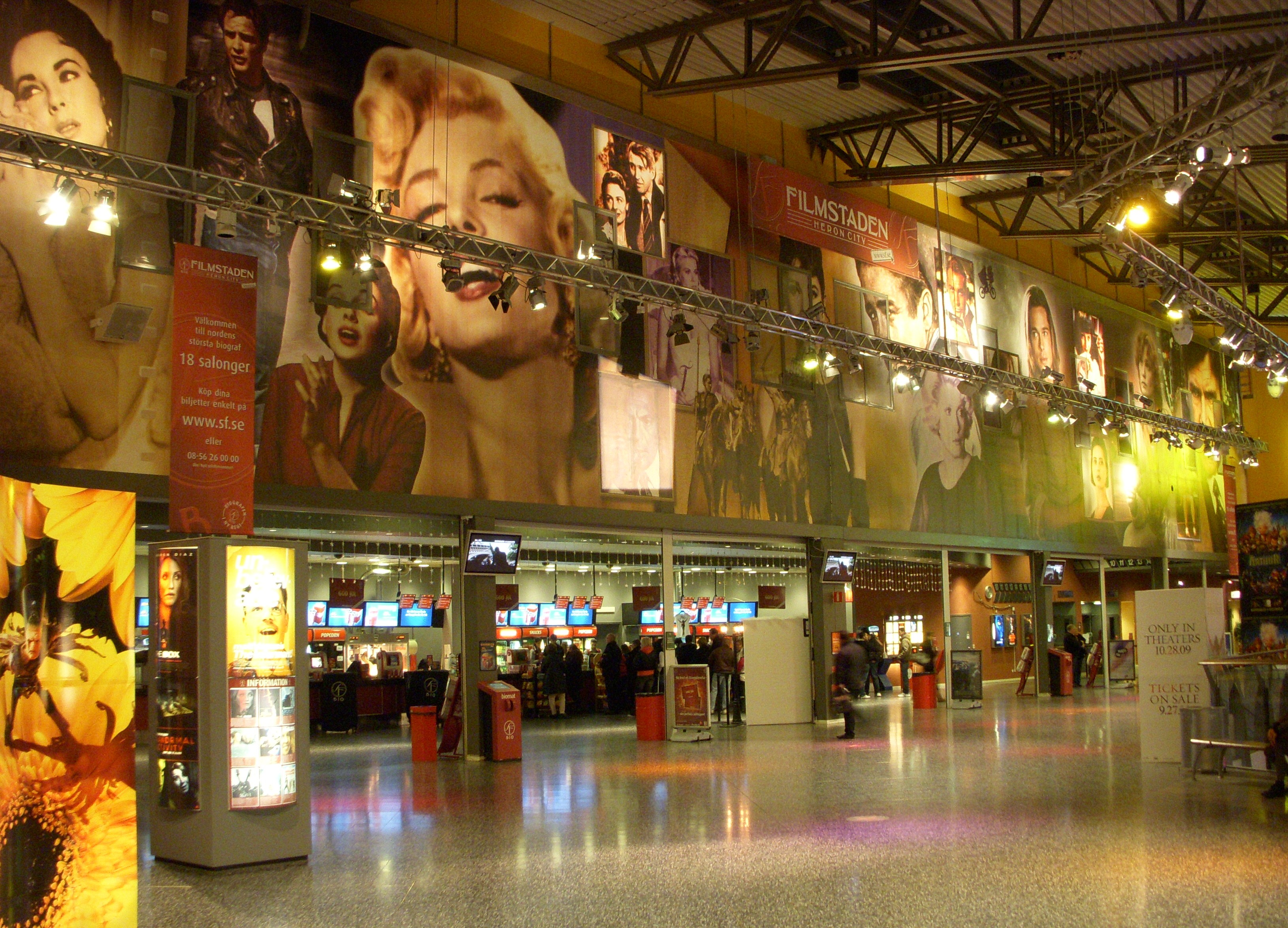
Filmstaden Heron City i november 2009

Biografanläggningen uppfördes samtidigt med Heron City år 2001. Heron City koncipierades som en stor nöjesanläggning med bland annat kasino, bowling, biografer och restauranger. Det byggdes 18 biografsalonger som till en början drevs av företaget AMC Entertainment International inc (American Multi-Cinema), USA:s största biografkedja med biografer i bland annat USA, Frankrike, Storbritannien, Kanada och Tyskland. 
Anläggningen i Heron City skulle bli den första i raden av biografsatsningar i Sverige. I och med AMC:s intåg i Sverige fick Filmstaden, dåvarande SF Bio, en allvarlig konkurrent. Som motdrag vägrade SF Distributions (SF:s distributionsbolag) att distribuera svensk film till AMC. Dessutom övertog Filmstaden återigen driften av närbelägna biografen Vågen i Skärholmens centrum som de 1984 hade lämnat till Eurostar. Så blev Vågen i sin tur konkurrent till Heron Citys multibiograf eftersom man kunde visa de svenska filmer som AMC inte hade tillgång till. 
Efter bara två år gav AMC upp och sålde Heron Citys 18 biografsalonger till Filmstaden AB, samtidigt byttes namnet till "Filmstaden Heron City". Det var även slutet för AMC:s satsning på Sverige. År 2017 köpte AMC upp ägaren till Filmstaden, Nordic Cinema Group, vilket innebär att biografen åter igen ägs av AMC Theatres.